# Бренн (IV век до н. э.)
Бренн (лат. Brennus) — вождь кельтского племени сенонов (Bhrenn — ‛преемник, наследник’), предводитель победоносного похода на Рим в 387 году до н. э. (по другой датировке, в 390 году до н. э..
Сеноны под предводительством Бренна вторглись в Северную Италию, потеснив этрусков (по Ливию, они перешли Альпы вслед за другими племенами и встали лагерем около города Клузий, дружественного Римской республике; напуганные жители обратились к римлянам за помощью. Римские послы пытались уладить конфликт. Плутарх вкладывает в уста Бренна речь, в которой он констатирует, что римляне в своей политике сами следуют «древнейшему из законов, который отдаёт сильному имущество слабого и которому подчиняются все, начиная с бога и кончая диким зверем» (выражение «право сильного» стало крылатым). Тогда римляне спровоцировали ссору, в которой от руки римского посла погиб один из галльских вождей.
Ему так же приписывают фразу «Право своё ношу на конце меча своего».

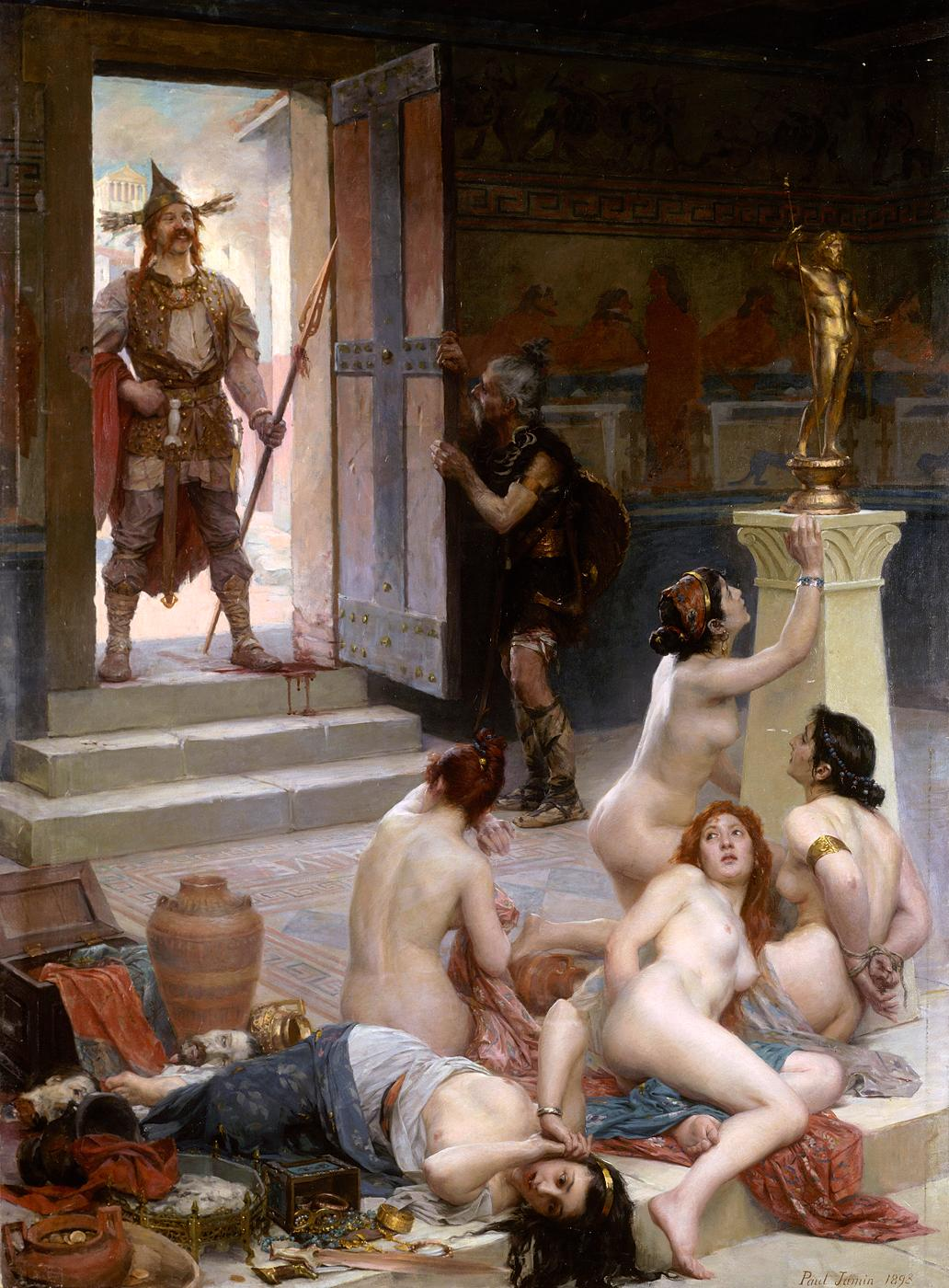
Поль Жамен, Бренн и его часть трофеев (1893)

Столкновение стало неизбежным; галльские и римские войска сразились около реки Аллия. Бренн нанёс римлянам сокрушительное поражение, поставившее под удар само существование Рима: город в то время был лишён значительных укреплений и практически беззащитен. Тит Ливий отмечает рассудительность галльского полководца, которая помогла одержать победу. Ближе к закату Бренн подошёл к городу. Тот же Ливий говорит, что сеноны, видя свою молниеносную победу, сперва подумали, что римляне готовят им засаду и потому не решились идти в город сразу после победы.
Бежавшие римляне укрылись на Капитолийском холме, а сеноны сожгли и разорили большую часть города. Тем не менее их попытки штурмовать Капитолийскую крепость окончились неудачей. Об одной из атак, которую спланировал Бренн, согласно переданной Титом Ливием легенде, римлян предупредил гогот священных гусей из храма Юноны. В конечном итоге Бренн согласился на заключение мира при условии уплаты огромной контрибуции — тысячи мер золота. По словам римского историка,
Эта сделка, омерзительная и сама по себе, была усугублена другой гнусностью: принесённые галлами гири не соответствовали римским единицам меры веса. И когда трибун отказался мерять ими, заносчивый галл положил на весы ещё и свой меч. Тогда-то и прозвучали невыносимые для римлян слова: горе побеждённым! .
Согласно другой (менее реалистичной) версии, описанной Ливием, римлянам удалось спасти и город, и золото: Марк Фурий Камилл, наделённый полномочиями диктатора, прервал заключение договора (ссылаясь на то, что военный трибун Квинт Сульпиций Лонг не имел соответствующих полномочий), со свежим войском напал на галлов и изгнал их за пределы Рима; погиб ли при этом Бренн, неизвестно.
Ему посвящён итальянский художественный фильм 1963 года «Бренн, враг Рима» (итал. Brenno il nemico di Roma). В роли Бренна снялся актёр Гордон Митчелл.